# Reazione di Eschweiler-Clarke
La Reazione di Eschweiler–Clarke (conosciuta anche come Metilazione di Eschweiler–Clarke) è una reazione chimica attraverso la quale un'ammina primaria (o secondaria) viene metilata usando un eccesso di acido formico e formaldeide. Reazioni di amminazioni riduttive come questa non producono sali d'ammonio quaternari, ma si fermano allo stadio di ammina terziaria. Questa reazione prende il nome dal chimico tedesco Wilhelm Eschweiler (1860–1936) e dal collega inglese Hans Thacher Clarke (1887-1972).

## Meccanismo
La prima metilazione dell'ammina inizia con la formazione dell'immina per opera della formaldeide. L'acido formico agisce da fonte di ione idruro e riduce l'immina in ammina secondaria. La driving force della reazione è la formazione di diossido di carbonio gassoso. La formazione dell'ammina terziaria avviene in maniera simile ma più lentamente a causa della difficoltà dovuta alla formazione dello ione imminio.
Dal meccanismo si può facilmente comprendere che il sale d'ammonio quaternario non si forma, in quanto è impossibile per un'ammina terziaria formare un'altra immina o ione imminio.
Solitamente le ammine chirali non racemizzano sotto queste condizioni di reazione.
Una versione alternativa di questa reazione sostituisce l'acido formico con sodio cianoboroidruro.